# Ashley McKenzie
Ashley McKenzie (17 de julho de 1989 - Londres) é um judoca britânico que participou das Olimpíadas de 2012 na categoria até 60 kg. Perdeu na segunda fase para o japonês Hiroaki Hiraoka, não alcançando nenhuma medalha nesta competição. Também participou dos Jogos Olímpicos de Verão de 2024 não alcançando nenhum lugar no pódio.